# コロニアル・スクエア・レディース・クラシック
コロニアル・スクエア・レディース・クラシック (英語: Colonial Square Ladies Classic) は、カナダ・サスカチュワン州サスカトゥーンで毎年10月に開催されているカーリング大会。ワールドカーリングツアーの大会のひとつ。2012-13シーズンから2014-15シーズンまでは旧グランドスラムとして構成されていた。

## 概要
1983年にモルソン・ミッドウインター・クラシックとして開始し、2012-13シーズンよりグランドスラムに追加された。2007-08シーズンからコロニアル・スクエア・レディース・クラシックに名称変更。2014-15シーズンをもってグランドスラムのラインナップから削除され、レギュラーツアーのひとつとなった。

## 結果
| 開催年                                                             | 優勝スキップ                                             | 準優勝スキップ                                           | 賞金総額（CAD）                                          |
| モルソン・ミッドウインター・クラシック                             | モルソン・ミッドウインター・クラシック                   | モルソン・ミッドウインター・クラシック                   | モルソン・ミッドウインター・クラシック                   |
| ------------------------------------------------------------------ | -------------------------------------------------------- | -------------------------------------------------------- | -------------------------------------------------------- |
| 1983                                                               | クリス・スカレナ                                         | マリリン・ボド                                           | $18,800                                                  |
| 1984（3月）                                                        | キャロル・デイヴィス                                     | ナンシー・カー                                           | $18,800                                                  |
| 1984（11月）                                                       | キャロリン・マラック                                     | コニー・ラリベルテ                                       | $18,800                                                  |
| ミッドウインター・カーリング・クラシック                           |                                                          |                                                          |                                                          |
| 1985                                                               | マリリン・ダルテ                                         | コルデラ・シュウェングラー                               |                                                          |
| 1986                                                               | ローリー・マギリー                                       | メルル・コパック                                         | $23,000                                                  |
| ラバット・ライト・ウィメンズ・カーリング・クラシック               |                                                          |                                                          |                                                          |
| 1987                                                               | カレン・パウエル                                         | ヘザー・マクミラン                                       |                                                          |
| ラバット・ライト・カナディアン・エアライン・レディース・クラシック |                                                          |                                                          |                                                          |
| 1988                                                               | マリリン・ボド                                           | アンドレア・シェップ                                     |                                                          |
| ラバット・ライト・クラシック                                       |                                                          |                                                          |                                                          |
| 1989                                                               | キム・アルムブルスター                                   | キャロリン・リィヴェトゥ                                 |                                                          |
| 1990                                                               | ケリーリン・リチャード                                   | デブ・シャーマック                                       |                                                          |
| サンライフ・レディース・カーリング・クラシック                     |                                                          |                                                          |                                                          |
| 1991                                                               | ミシェル・シュナイダー                                   | コニー・フェネル                                         |                                                          |
| 1992                                                               | シャノン・クライブリンク                                 | カレン・ファリス                                         |                                                          |
| 1993                                                               | サンドラ・ピーターソン                                   | カレン・パウエル                                         |                                                          |
| 1994                                                               | サンドラ・ピーターソン                                   | シェリー・アンダーソン                                   | $25,400                                                  |
| 1995                                                               | シェリー・アンダーソン                                   | ミシェル・シュナイダー                                   |                                                          |
| パーク・タウン・ホテル・レディース・クラシック                     |                                                          |                                                          |                                                          |
| 1996                                                               | ケリー・オーウェン                                       | シェリー・シューリッヒ                                   |                                                          |
| 1997                                                               | シェリー・シューリッヒ                                   | キム・ハドソン                                           |                                                          |
| 1998                                                               | ルネル・ブライデン                                       | アンバー・ホーランド                                     |                                                          |
| 1999                                                               | ミシェル・リッジウェイ                                   | アティナ・フォード                                       | $22,800                                                  |
| 2000                                                               | シェリー・アンダーソン                                   | ヘザー・ファウリー                                       | $40,000                                                  |
| 2001                                                               | シェリー・アンダーソン                                   | スーザン・アルトマン                                     |                                                          |
| 2002                                                               | シェリー・アンダーソン                                   | ナンシー・イングリス                                     |                                                          |
| 2003                                                               | キャシー・トローウェル                                   | ナンシー・イングリス                                     |                                                          |
| 2004                                                               | シェリー・ミッドオー                                     | ルネ・ソネンバーグ                                       | $31,000                                                  |
| パーク・タウン・レディース・カーリング・クラシック                 |                                                          |                                                          |                                                          |
| 2005                                                               | ステファニー・ロートン                                   | キャンデース・クリスホルム                               | $31,000                                                  |
| コロニアル・スクエア・レディース・カーリング・クラシック           |                                                          |                                                          |                                                          |
| 2006                                                               | ジェニファー・ジョーンズ                                 | カレン・パーディ                                         | $31,000                                                  |
| コロニアル・スクエア・レディース・クラシック                       |                                                          |                                                          |                                                          |
| 2007                                                               | ステファニー・ロートン                                   | キャシー・キング                                         | $31,000                                                  |
| 2008                                                               | ステファニー・ロートン                                   | ミシェル・イングロット                                   | $35,000                                                  |
| 2009                                                               | ステファニー・ロートン                                   | ミリアム・オット                                         | $35,000                                                  |
| 2010                                                               | ステファニー・ロートン                                   | ジェニファー・ジョーンズ                                 | $26,000                                                  |
| 2011                                                               | クリスタル・ウェブスター                                 | ヴァレリ・スウィーティング                               | $26,000                                                  |
| 2012                                                               | ステファニー・ロートン                                   | チェルシー・キャリー                                     | $54,000                                                  |
| 2013                                                               | ジェニファー・ジョーンズ                                 | ミシェル・イェギ                                         | $54,000                                                  |
| 2014                                                               | イヴ・ミュアヘッド                                       | シェリー・ミッドオー                                     | $47,000                                                  |
| 2015                                                               | クリスタ・マッカーヴィル                                 | シェリー・アンダーソン                                   | $50,000                                                  |
| 2016                                                               | 王氷玉                                                   | イヴ・ミュアヘッド                                       | $40,000                                                  |
| 2017                                                               | シャノン・バーチャード                                   | ジェニファー・ジョーンズ                                 | $27,000                                                  |
| 2018                                                               | ダルシー・ロバートソン                                   | 吉村紗也香                                               | $27,000                                                  |
| 2019                                                               | レイチェル・ホーマン                                     | トレイシー・フルーリー                                   | $30,000                                                  |
| 2020                                                               | 新型コロナウイルス（COVID-19）の感染拡大の影響により中止 | 新型コロナウイルス（COVID-19）の感染拡大の影響により中止 | 新型コロナウイルス（COVID-19）の感染拡大の影響により中止 |